# Port Royal
Port Royal a fost unul dintre porturile principale din Jamaica până la data de 7 iunie 1692 când a fost distrus complet de un cutremur de pământ urmat de un tsunami. Orașul era așezat pe o limbă de pământ formată din nisip. În timpul cutremurului au murit circa 3,000 de persoane, aproximativ jumătate din populația orașului de atunci.

## Istoric
Reconstruirea ulterioară a orașului a fost zădărnicită în anul 1710 de un incendiu și o serie de uragane. La data de 14 ianuarie 1907 orașul este parțial distrus de un nou cutremur de pământ. În prezent pe locul orașului se află un sat de pescari fără importanță cu ca. 2000 de locuitori.
În perioada de înflorire a orașului, Port Royal a fost unul dintre cele mai bogate și mai desfrânate orașe din lume. Acest lucru a fost favorizat de poziția sa favorabilă pirateriei, localitatea fiind așezată pe drumul galioanelor spaniole dintre Panama și Spania. Unul dintre pirații cei mai renumiți din perioada aceea a fost Henry Morgan.